# 1822 Waterman
1822 Waterman este un asteroid din centura principală, descoperit pe 25 iulie 1950, de Goethe Link Obs..